# جشنواره فیلم روآن نوردیک
جشنواره فیلم روآن نوردیک (فرانسوی: Festival du Cinéma Nordique‎؛ ‏انگلیسی: Rouen Nordic Film Festival) نام یک جشنوارهٔ فیلم بود که در شهر روآن فرانسه برگزار می‌شد و در آن فیلم‌های کشورهای نوردیک، کشورهای حوزه دریای بالتیک، هلند و بلژیک به رقابت می‌پرداختند.
در دسامبر ۲۰۱۰ به دنبال اختلاف میان برگزارکنندگان جشنواره و اعضای شورای شهر روآن، برگزاری این جشنواره برای همیشه پایان پذیرفت.